# Панданові
Панданові (Pandanaceae) — родина квіткових рослин порядку панданоцвітих (Pandanales). Родина поширена у тропіках і субтропіках в Старому Світі від Західної Африки до Тихого океану. Родина містить 982 види в п'яти родах.

## Опис
Вічнозелені дерева, чагарники, ліани. Стебла прості або слабо розгалужені. Листя велике, завдовжки до 3-5 м, а в окремих видів пандана і до 9 м. Розташоване на кінцях стебел або гілок щільними пучками трьома або чотирма рядами гвинтоподібно. У роді пандан у більшості видів коріння аеральне. Плоди — кістянки або ягоди.

## Роди
- Benstonea Callm. & Buerki
- Freycinetia Gaudich.
- Martellidendron (Pic.Serm.) Callm. & Chassot
- Pandanus Parkinson
- Sararanga Hemsl.